# Фусан
Фусан (кит. 扶桑 Fúsāng) — термин в древней китайской литературе; может относиться к мифическому дереву, к таинственной стране восточнее Китая и к гибискусу.
В Шань хай цзин (Книга гор и морей), и других подобных текстах того же периода, «фусан» означает шелковичное древо жизни, якобы растущее далеко на востоке от Китая. Позже так стали называть гибискус и, возможно, некоторые конкретные земли на востоке от Китая.
Страну, называемую Фусан, описал местный буддийский миссионер Хуэй Шэнь (кит. 慧深 Huì Shēn) в 499 году, как место в 20 000 китайских ли восточнее страны Дахань, и соответственно восточнее Китая. В соответствии с Джозефом Нидемом, Дахань находилась на сибирской территории, где ныне живут буряты. Хуэй Шэнь плавал в Фусан на корабле и, вернувшись, сделал доклад императору Китая. Его рассказ сохранился в тексте VII века, Книге Лян Яо Сыляня, и описывает цивилизацию бронзового века. Фусан отождествляли с Америкой, Сахалином, Камчаткой, Курильскими островами. Гипотеза о Америке обсуждалась в XIX и начале XX века, после того как в XVIII веке Жозеф де Гуин открыл описания Фусана, а распространению способствовал Чарльз Лиланд в 1875. Синологи включая Э. В. Бретшнейдера, Б. Лауфера и Анри Кордье отвергли американскую гипотезу, но Нидэм пишет, что окончательно от неё отказались во время Первой мировой войны.
Позже название «Фусан» использовалось китайцами для других ещё менее определённых мест.

## Мифологические сведения
В ранних записях сообщается, что в 219 году до н. э. император Цинь Ши Хуан-ди отправил экспедицию из 3 000 каторжан через восточный океан, называемый Фусан. Они должны были стать жертвой богу-вулкану, который владеет эликсиром жизни. Вероятно, было две экспедиции под руководством придворного колдуна, на поиски эликсира жизни. Первая экспедиция вернулась около 210 года до н. э. и Сюй Фу утверждал, что гигантское морское существо преградило ему путь. Лучники были посланы прогнать монстра, и, когда экспедиция вернулась, о нём не было слышно. Тем не менее, «…отступления в Исторических Записках означают, что Сюй Фу давно вернулся в Китай и скрылся где-то в районе округа Ланъя, растратив внушительный бюджет экспедиции».

## Интерпретации сообщения Шэня

### Восточная Япония
Япония интерпретируется как «Фусан». Однако в сообщении Хуэй Шэня говорится о земле далеко от страны Во, которая находилась на японском архипелаге: Кансай, Кюсю или Рюкю.
В Китайской мифологии, Фусан — земля божественного древа, где солнце встаёт. Подобное древо, известное как Жому (若木) находится на западе, и солнце проходит путь от древа до древа. В китайских мифах десять птиц (обычно воронов) живут на древе, и пока девять отдыхают, десятый несёт солнце. Есть схожая сказка о герое Хоу И, также называемом «Стрелок», он спас мир, сбив стрелами девять солнц, когда все десять поднялись в небо. Некоторые учёные предполагают, что бронзовые деревца из раскопок в Саньсиндуй отождествляются с Фусаном.
В китайской поэзии Фусан использует как поэтический синоним Японии. С тех пор, как японское Нихон (日本, лит. «Корень (то есть источник, место рождения, происхождение) Солнца») или китайское Жибэнь стало названием Японии, некоторые танские поэты стали верить, что Фусан «лежит между континентом и Японией.» Например, Ван Вэй написал в 753 прощальную поэму, когда Абэ-но Накамаро (по-китайски Чжао Хэн 晁衡) собрался в Японию, «Деревья твоего дома за Фусаном.»
Фусан произносится Фусо (ふそう　扶桑, от классического Фусау ふさう) по-японски, и стало одним из обозначений древней Японии. Несколько кораблей Императорского Флота Японии назывались Фусо (броненосец Фусо, или линейный корабль Фусо) во ВМВ. Несколько компаний, например, Mitsubishi Fuso Truck and Bus Corporation, носят это название.
Густааф Шлегель думал, что Фусан скорее всего «длинный остров Карафуто или Сахалин». Джозеф Нидем добавил, что «если Камчатка и Курилы могут быть также рассмотрены, то нет лучшей идентификации на сегодняшний день.»
Отмечалась также древняя японская провинция Фуса-но куни (земля Фусо) в восточном Хонсю, включающая современную Тибу и юго-западную часть Ибараки.

### Америка

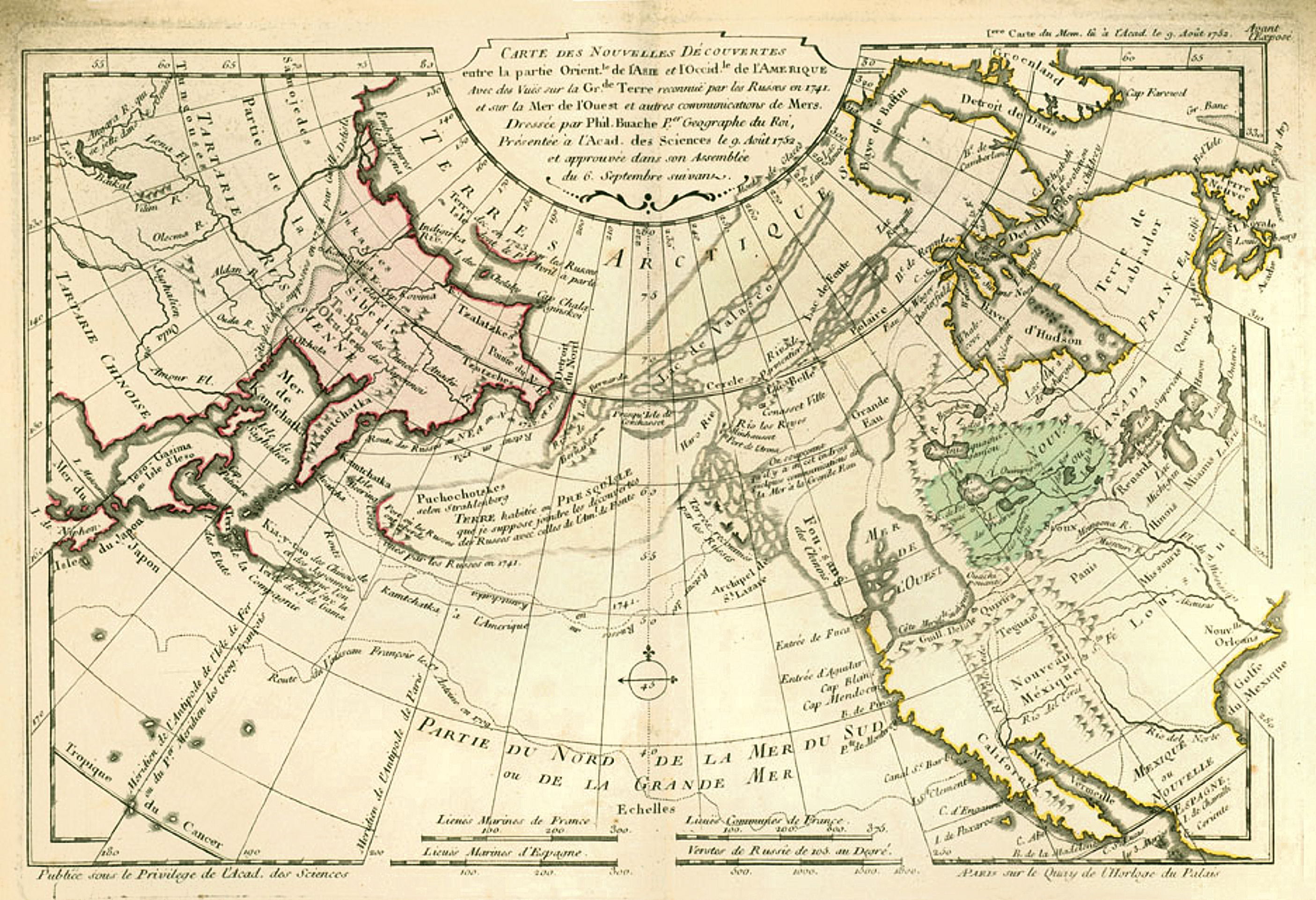
Карта 1753 французского картографа Филиппа Бюаша поместившего Фусан («Fou-sang des Chinois», «Фусан Китайцев») севернее Калифорнии, в Британскую Колумбию.

Историки Чарльз Годфри Лиланд и Жозеф де Гуин (Le Fou-Sang des Chinois est-il l’Amérique? Mémoires de l’Académie des Inscriptions et Belles Lettres, tome 28, Paris, 1761), исходя из расстояний по Хуэй Шэню (20 000 ли) разместили Фусан на западном побережье Америки, используя древнее, ханьское значение «ли». На картах 18 века Фусан изображён в современной Британской Колумбии. При этом упускается из виду, что в описании сказано о разведении лошадей (которых не было в до-колумбовской Америке) и одомашненных оленях.

## Описание Фусана

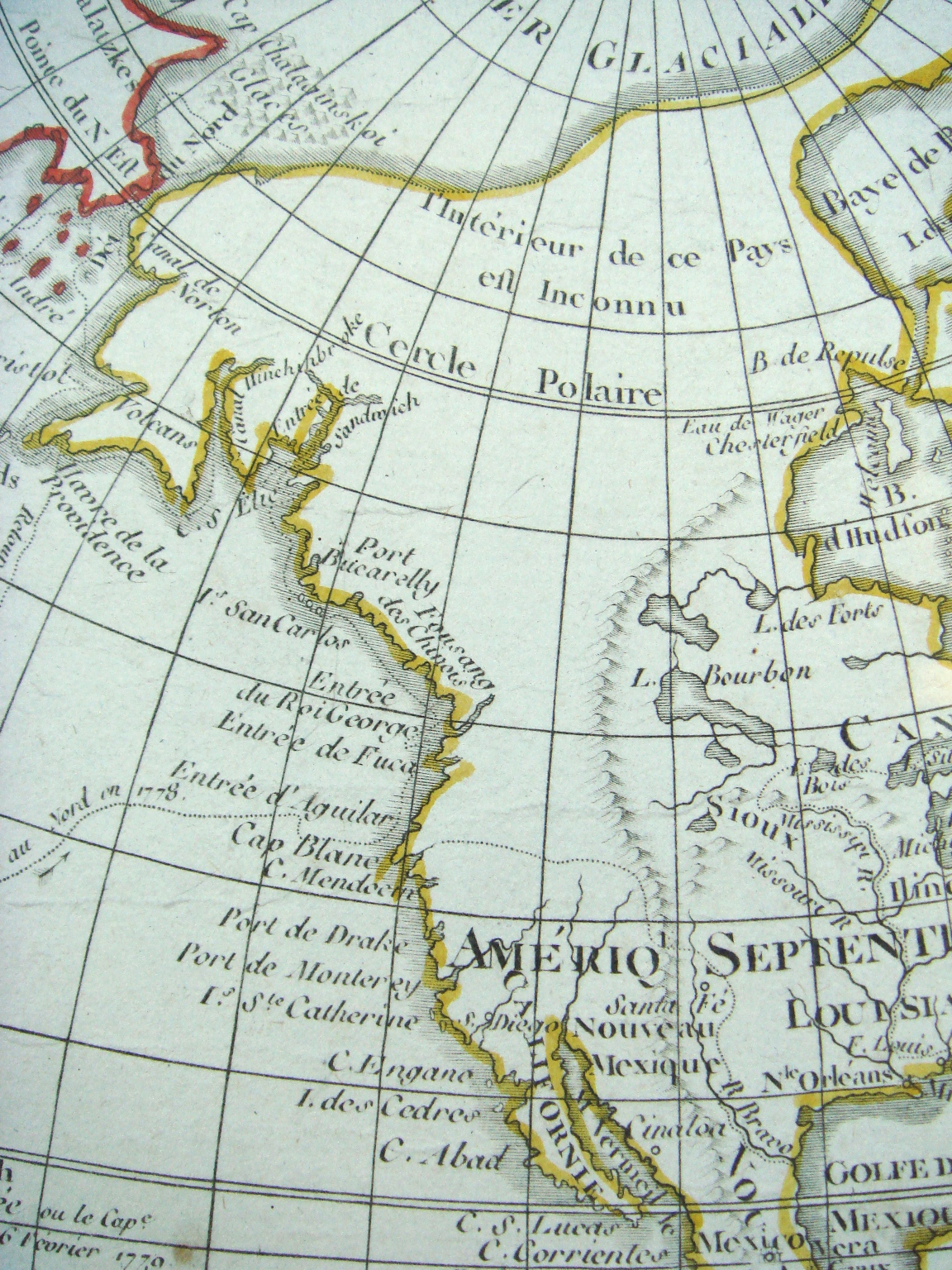
Упоминание Фусана («Fousang des Chinois») на французской карте мира 1792 года. Фусан в нынешней Британской Колумбии.

Доклад Хуэй Шэня в Книге Лян:
«Фусан в 20 000 ли на восток от Дахани (букв. 'Великая Хань'), и расположен на востоке от Китая (букв. 'Срединного Царства')».
«Там во множестве растёт дерево фусан (возможно Шелковица красная), что с овальными листьями подобными павловнии и съедобные пурпурно-красные плоды, как груши. Земля богата медью, обнаружено золото и серебро, но нет железа. Жители цивилизованны, живут в хорошо организованном обществе. Из коры дерева Фусан делают бумагу для письма и из волокон коры дерева делают ткани и вату. Из красного тутового дерева делают дома. Плоды и молодые побеги дерева — один из источников пищи. Есть рог воловий, очень длинный, вмещает 20 ху зерна. Они разводят оленей из-за молока, как в Китае разводят коров, и делают сыр (酪 или простоквашу, или кумыс) из оленьего молока. Путешествуют на лошадях или в санях, запряжённых лошадью, буйволами или оленями».
Есть красные груши, что год могут лежать без порчи.
Страна и государство:
«Император, или главный вождь, с помощью нескольких чиновников, управляет страной. Большинство жителей законопослушны. Нет армии или систем обороны, но есть две тюрьмы, одна северная, другая южная. За серьёзные (за лёгкое в южную на срок) преступления отправляют виновного в северную тюрьму до конца его дней. В северной тюрьме можно жениться, но мальчики от браков арестантов в 8 лет становятся рабами, а девочки в девять служанками».
Если знатный совершит преступление, то его сажают в яму, приглашают его близких и друзей. Они пируют около ямы, прощаясь с ним как с мёртвым и посыпают пеплом. За первое преступление его одного изгоняют, второе — с сыновьями и внуками, третье — изгоняют семь колен.
Государя называют «ици» (乙祁). Знать: первой степени дуйлу (對盧), второй также дуйлу (對盧), третьей надоша (納咄沙). Государь выезжает с музыкой барабана и рожка и со свитой. Цвет его одеяния меняется по годам (смотря по астрологическому знаку): зелёный, красный, жёлтый, белый, тёмный. На рынках нет налогов и оценки стоимости. Вступив на престол, наследник три года не занимается государственными делами.
Обычаи:
«Браки просты. Юноша, желая сочетаться браком, строит дом рядом с домом девушки и живёт там год. Если девушке он по нраву, то женятся, если нет, то его выгоняют. …Тело умершего в общине сжигают. Траур варьируется от семи дней для смерти одного из родителей до пяти дней для бабушки и дедушки и три дня для брата или сестры. Во время траура не едят, только пьют. У них нет религии». (Liang Shu, in Lily Chow)
Делают изображения (покойных) и утром-вечером им кланяются, возливают вино. Траурное при этом не надевают.
Из Гандхары прибыли пять монахов и обратили население в буддизм:
«В прежнее время жители Фусана не знали буддизма, но во второй год под девизом Да-Минь династии Сун (458 н. э.), пять монахов из Цзибиня (Кабул в царстве Гандхара, 罽賓) приплыли на корабле в эту страну. Они распространили учение Будды, привезли тексты и рисунки, и склонили людей к отказу от мирских привязанностей. В результате обычаи Фусана изменились».

### Соседние страны
Из рассказа Хуэй Шэня. В 1000 ли на восток Женское царство. У них красивые и белые лица, но тело покрыто волосами, волосы достают до земли. Во втором-третьем месяце они идут к реке и оттого делаются беременны и на шестой-седьмой месяц рождают сыновей. У них нет грудей, но на голове сзади есть волосы-ростки с белым соком, им они кормят детей. В сто дней они уже ходят, в три-четыре года становятся совершеннолетними. Боятся встречи с людьми, особенно со взрослыми мужчинами. Едят, подобно птицам и зверям, траву дудник (Angelica japonica). Трава эта листом как Жабрица порезниковая, но пахуча и на вкус солоновата.
В 506 году житель округа Цзиань в Фучжоу отправился в плаванье и был ветром принесён к островам. Там были женщины китайского вида, но речь их была непонятна. У мужчин было человечье тело и собачьи головы, голос их был как лай. Они едят фасоль. Одежда холщовая. Живут в землянках с круглыми стенами.